# Ayoub Mor Silvanos
Ayoub Mor Silvanos (Sylwan) – duchowny Malankarskiego Syryjskiego Kościoła Ortodoksyjnego, będącego częścią Syryjskiego Kościoła Ortodoksyjnego, od 2008 biskup pomocniczy diecezji Knanaya odpowiedzialny za wiernych w Ameryce i w Europie.